# Orchesterverein der Gesellschaft der Musikfreunde in Wien
Der Orchesterverein der Gesellschaft der Musikfreunde ist das älteste Amateur-Orchester in Wien.

## Geschichte
Der Verein wurde 1859 gegründet und ist somit das älteste Amateurorchester Wiens. Die 1812 gegründete Gesellschaft der Musikfreunde bestand neben unterstützenden auch aus sogenannten „ausübenden Mitgliedern“. Diese bestritten Konzerte mit Dirigenten und Solisten. Nach einer Statutenänderung bekam schließlich der Orchesterverein als Zweigverein der Gesellschaft der Musikfreunde eine eigene Identität.

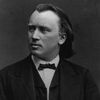
Johannes Brahms

 Die Tradition des Orchestervereins reicht in eine Zeit zurück, als das Wort ‚Dilettant’ noch kein Schimpfwort war. Vielmehr war damit der eigentliche Künstler gemeint, der im Gegensatz zum Berufsmusiker unentgeltlich und nur aus Liebe zur Musik spielt. Als Säule der Musikkultur des 19. Jahrhunderts gehörte das Dilettantentum zur Identität der Gesellschaft der Musikfreunde. Dies wird nicht zuletzt durch die Tatsache dokumentiert, wonach im Laufe der Geschichte zur Freude seiner Mitglieder eine Reihe bedeutender Künstler mit dem Orchester musizierten. Unter ihnen finden sich Johannes Brahms, der als Dirigent und Pianist wirkte, der Geiger Arnold Rosé, Hofopernsängerin Elisabeth Schumann, der Dirigent Lovro von Matacic, die Pianisten Jörg Demus, Paul Badura-Skoda, Ingrid Haebler, Mitsuko Uchida  sowie in der jüngeren Geschichte der Kontrabassist Ludwig Streicher, der Geiger Ernst Kovacic, das Altenberg Trio, das Artis-Quartett und die Sopranistin Ildikó Raimondi. Andererseits gehört es auch zur Vereinsphilosophie, Nachwuchskünstler auf das Podium zu holen. Zu diesen zählten 1934 der 16-jährige Geiger Henryk Szeryng und 1956 der Pianist Alfred Brendel. 2004 wurde der 19-jährige Pianist Ingolf Wunder eingeladen, den Solopart des Tschaikowskij-Konzertes zu spielen. Sechs Jahre später gewann er beim internationalen Chopin-Wettbewerb den zweiten Preis.
Neben Robert Zelzer, der das Ensemble von 1994 bis 2023 leitete, wurden auch Dirigenten wie Raphael Schlüsselberg oder Marta Gardolińska zu Gastdirigaten eingeladen.
So tragend die Rolle dieses Orchesters im Wiener Musikleben des 19. und auch noch des beginnenden 20. Jahrhunderts war, so sehr musste sich das Orchester der zunehmenden Konkurrenz professioneller Klangkörper und der höher entwickelten Technik der Tonträger stellen. Der damit verbundene Wertewandel – an die Stelle der Hausmusik trat zunächst die LP und nunmehr die CD – bedrohte in der Saison 1992/93 die Existenz des Orchestervereins. Erst durch die Fusion mit einem anderen Wiener Amateurensemble, dem Gersthofer Kammerorchester, gelang es, die Tradition des Musizierens und öffentlichen Auftretens fortzusetzen.

## Historische Fotos

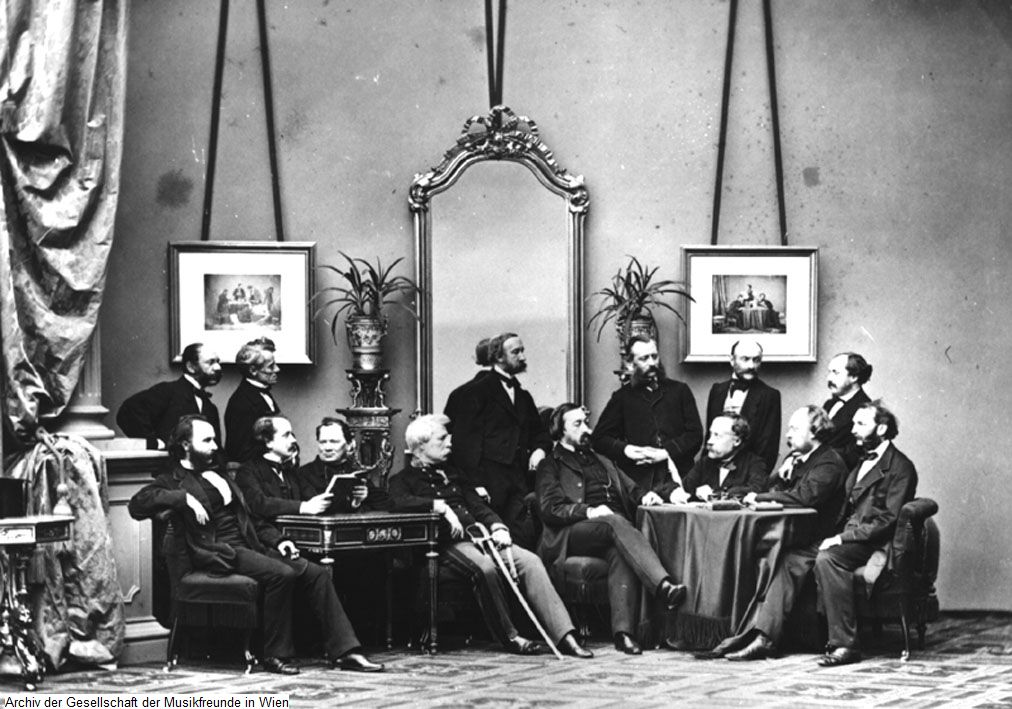
1. Vorstand des Orchestervereins
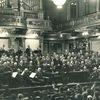
1937 im Goldenen Saal des MV

## Gegenwart
Heute finden sich nahezu alle Alters- und viele Berufsgruppen in diesem Klangkörper vereint.
So gelang es dem Orchesterverein, abgesehen von mehreren Auftritten pro Jahr im In- und Ausland, vor allem wieder in den Großen Musikvereinssaal  zurückkehren. Der Erfolg dieser Konzerte führte dazu, dass es nun seit den 1990er Jahren wieder Tradition ist, mindestens einmal pro Jahr im Goldenen Saal aufzutreten. Zusätzlich erfolgen auch Einladungen zu Konzerten verschiedener Veranstalter. Einen Höhepunkt stellte 2012 die nach Jahrzehnten erstmals wieder erfolgte Zusammenarbeit mit dem Singverein der Gesellschaft der Musikfreunde, dem zweiten Zweigverein der Gesellschaft, dar: Im Rahmen eines Festkonzerts anlässlich des zweihundertjährigen Bestehens der Gesellschaft der Musikfreunde wurde Joseph Haydns „Schöpfung“ im Goldenen Saal aufgeführt.
Beschränkten sich die Programme auf Werke vom Barock bis zur Romantik, wagt sich das Orchester heute auch an die Realisierung von Werken des 20. Jahrhunderts und an zeitgenössische Musik. So wurde im Sommer 2003 ein Werk Fritz Keils uraufgeführt, welches dieser im Auftrag des Orchestervereins komponiert hatte.
Seit dem Herbst 2004 kooperiert die Akademische Bläserphilharmonie mit dem Orchesterverein, erschloss damit dem Orchester neue Klangdimensionen und erweiterte die Möglichkeiten der Programmgestaltung. So konnten Werke realisiert werden, die a priori nicht auf dem Programm eines Amateurorchesters stehen, wie z. B. Ludwig van Beethovens 9. Symphonie, Anton Bruckners Symphonien Nr. 4, 5 und 7, Gustav Mahlers 1. und 2. Symphonie, Camille Saint-Saëns’ Orgelsymphonie, Dmitrij Schostakowitschs 5. Symphonie. Zudem wurden Mitwirkende zu Mitgliedern des Orchestervereins.